# 2005年网球大师杯赛
2005年网球大师杯赛于2005年11月13日至11月20日在中国上海旗忠森林体育城网球中心举行。

## 参赛选手

### 单打
本次比赛参赛选手根据2005年11月的ATP世界排名确定，但由于数名选手弃权或中途退出，后面排名的选手顶替参加。
| #  | 排名 | 姓名                                    | 国籍   |
| -- | ---- | --------------------------------------- | ------ |
| 1. | 1    | 罗杰·费德勒                             | 瑞士   |
| 2. | 5    | 安德烈·阿加西 后由费尔南多·冈萨雷斯取代 | 美国   |
| 3. | 6    | 基列莫·科里亚                           | 阿根廷 |
| 4. | 7    | 尼古拉·达维登科                         | 俄罗斯 |
| 5. | 8    | 伊万·柳比西奇 代替马拉特·萨芬           |        |
| 6. | 9    | 加斯顿·高迪奥 代替雷顿·休伊特           | 阿根廷 |
| 7. | 11   | 大卫·纳尔班迪安 代替安迪·罗迪克         | 阿根廷 |
| 8. | 12   | 马里亚诺·普尔塔 代替拉斐尔·纳达尔       | 阿根廷 |
| A. | 13   | 费尔南多·冈萨雷斯 代替安德烈·阿加西     | 智利   |

### 双打
本次比赛参赛选手根据2005年11月的ATP世界排名确定。
| 排名 | 姓名                            | 国籍          |
| ---- | ------------------------------- | ------------- |
| 1.   | 鮑勃·布賴恩 邁克·布賴恩         | 美国          |
| 2.   | 乔纳斯·比约克曼 馬克斯·米爾內   | 瑞典 白俄罗斯 |
| 3.   | 韦恩·布莱克 凯文·乌里耶特       | 津巴布韦      |
| 4.   | 马克·诺尔斯 丹尼尔·内斯特       | 巴哈马 加拿大 |
| 5.   | 利安德·帕斯 內納德·齊莫尼奇     | 印度 塞尔维亚 |
| 6.   | 米卡埃爾·洛德拉 法布里斯·桑托羅 | 法国          |
| 7.   | 韋恩·亞瑟斯 保罗·亨利           | 澳大利亚      |
| 8.   | 斯蒂芬·胡斯 衛斯理·穆迪         | 澳大利亚 南非 |

## 冠軍得主

### 單打
大衛·納爾班迪安 擊敗  罗杰·费德勒（64–7、611–7、6–2、6–1、7–63）
- 這是納爾班迪安今年第2座單打冠軍，也是生涯第4座單打冠軍。

### 雙打
米卡埃爾·洛德拉 /  法布里斯·桑托羅 擊敗  利安德·帕斯 /  內納德·齊莫尼奇（66–7、6–3、7–64）

## 外部連結
- 官方網站（页面存档备份，存于）
- 單打決賽籤表（页面存档备份，存于）
- 紅組單打分組賽籤表（页面存档备份，存于）
- 黃金組單打分組賽籤表（页面存档备份，存于）
- 雙打決賽籤表（页面存档备份，存于）
- 紅組雙打分組賽籤表（页面存档备份，存于）
- 黃金組雙打分組賽籤表（页面存档备份，存于）